# محسن حلمي
محسن حلمي (8 فبراير 1952 - 11 ديسمبر 2019) هو مخرج مسرحي ومؤدي أصوات مصري.

## حياته
ولد بالقاهرة في 8 فبراير 1952، حصل علي ليسانس كلية الحقوق جامعة عين شمس سنة 1971، وحصل على بكالوريوس المعهد العالى للفنون المسرحية بقسم تمثيل وإخراج عام 1975.

### زواجه
تزوج من الممثلة سلوي محمد علي عن قصة طريفة، قد قابلت سلوى محمد علي حلمي في مسرح الطليعة وأحبته منذ أن رأته، كانت سلوي في مسرح الطليعة، ومحسن كان بيعمل كاستنج لمسرحية دقة زار، واختيرت لعمل دور به، أعجبت به، وكانت من أشد المعجبين بمسرحياته، حتى تزوجا سنة 1990، وظلا معًا إلى أن توفي في 11 ديسمبر عام 2019.

## مسيرته
- بدأ مسيرته في المسرح الجامعي منذ أن كان طالبًا بالكلية وأتاح له المسرح الفرصة لإخراج مسرحيات من تمثيل نجوم كبار، منهم يحيى الفخراني وفاروق الفيشاوي ومحمود حميدة وتوفيق عبد الحميد.
- بدأ مسيرته الاحترافية عام 1981 قدم خلال مسيرته العديد من الأعمال المسرحية منها الكابوس والعار والساحرة وطه حسين وليلة عيد الميلاد.
- عمل بعد ذلك بالمسرح الكوميدي ومسرح التليفزيون وفي الثقافة الجماهيرية مقدمًا العديد من العروض والوجوه الجديدة.
- عمل مديرا لمسرح الطليعة بالبيت الفني للمسرح في الفترة 1997 - 2001 .

## أعماله
- قدم عددا من العروض المسرحية منها :
- عريس لبنت السلطان وليلة من ألف ليلة وفيما يبدو سرقوا عبده وحلو وكداب وأولاد ثريا ويا إحنا يا هي.
- له العديد من الأدوار بأفلام الكارتون لديزني التي قدم بها الأداء الصوتي لشخصية الحمار حوار في سلسلة أفلام ويني الدبدوب.
- قدم شخصية الأب جيمس في فيلم لأميرة والضفدع.
- قدم شخصية الكابتن جانتو في فيلم ليلو وستيتش.
- أسهم في فيلم كوكب الكنز المفقود.
- قدم شخصية مأمور في سلسلة أفلام سيارات.

## جوائز
- جائزة الدولة للتفوق.